# كوكاتو أصفر العرف
كوكاتو أصفر الشوشة أو كوكاتو أصفر العرف  (الاسم العلمي: Cacatua sulphurea) (بالإنجليزية: Yellow-crested Cockatoo)‏ هو طائر ينتمي إلى كوكاتو (فصيلة: Cacatuidae).